# Úrvalsdeild karla
Úrvalsdeild karla – liga koszykówki w Islandii, reprezentująca najwyższą klasę rozgrywkową w tym kraju, zarządzana przez Islandzką Federację Koszykarską (isl: Körfuknattleikssamband Íslands - KKÍ). Ze względu na sponsora, pizzerię Domino’s Pizza, nosi nazwę Domino’s League. 
Każdy zespół rozgrywa spotkanie na własnym parkiecie oraz wyjeździe z każdym ligowym rywalem. Osiem najlepszych drużyn awansuje do rozgrywek play-off. Ćwierćfinały są rozgrywane do dwóch zwycięstw, półfinały do trzech. Najsłabsze drużyny walczą o utrzymanie się w lidze z czołowymi zespołami, z niższej klasy rozgrywkowej.

## Zespoły
Sezon 2012/13
| Zespół                   | Miasto, Region         | Hala          | Barwy | Trener                 |
| ------------------------ | ---------------------- | ------------- | ----- | ---------------------- |
| Fjölnir                  | Grafarvogur, Reykjavík | Dalhús        |       | Hjalti Vilhjálmsson    |
| Grindavík                | Grindavík              | Grindavík     |       | Sverrir Þór Sverrisson |
| Íþróttafélag Reykjavíkur | Reykjavík              | Seljaskóli    |       | Jón Arnar Ingvarsson   |
| Keflavík                 | Reykjanesbær           | Toyota höllin |       | Sigurður Ingimundarson |
| K.R. Basket Reykjavík    | Reykjavík              | DHL-höllin    |       | Helgi Már Magnússon    |
| KFÍ                      | Ísafjörður             | Ísjakinn      |       | Pétur Már Sigurðsson   |
| Njarðvík                 | Njarðvík               | Ljónagryfjan  |       | Einar Jóhannsson       |
| Skallagrímur             | Borgarnes              | Borgarnes     |       | Pálmi Þór Sævarsson    |
| Snæfell                  | Sauðárkrókur           | Stykkishólmur |       | Ingi Þór Steinþórsson  |
| Stjarnan                 | Garðabær               | Ásgarður      |       | Teitur Örlygsson       |
| Thor Thorl               | Þorlákshöfn            | Þorlákshöfn   |       | Benedikt Guðmundsson   |
| Tindastóll               | Sauðárkrókur           | Sauðárkrókur  |       | Bárður Eyþórsson       |

## Finały
| Sezon   | Mistrz        | Wicemistrz     | Trener mistrza          |
| ------- | ------------- | -------------- | ----------------------- |
| 1951-52 | ÍKF           | ---            | ---                     |
| 1952-53 | ÍKF (2)       | ---            | ---                     |
| 1953-54 | ÍR            | ---            | ---                     |
| 1954-55 | ÍR (2)        | ---            | ---                     |
| 1955-56 | ÍKF (3)       | ---            | ---                     |
| 1956-57 | ÍR (3)        | ---            | ---                     |
| 1957-58 | ÍKF (4)       | ---            | ---                     |
| 1958-59 | ÍS            | ---            | ---                     |
| 1959-60 | ÍR (4)        | ---            | ---                     |
| 1960-61 | ÍR (5)        | ---            | ---                     |
| 1961-62 | ÍR (6)        | ---            | ---                     |
| 1962-63 | ÍR (7)        | ---            | ---                     |
| 1963-64 | ÍR (8)        | ---            | ---                     |
| 1964-65 | KR            | ---            | ---                     |
| 1965-66 | KR (2)        | ---            | ---                     |
| 1966-67 | KR (3)        | ---            | ---                     |
| 1967-68 | KR (4)        | ---            | ---                     |
| 1968-69 | ÍR (9)        | ---            | ---                     |
| 1969-70 | ÍR (10)       | ---            | ---                     |
| 1970-71 | ÍR (11)       | ---            | ---                     |
| 1971-72 | ÍR (12)       | ---            | ---                     |
| 1972-73 | ÍR (13)       | ---            | ---                     |
| 1973-74 | KR (5)        | ---            | ---                     |
| 1974-75 | ÍR (14)       | ---            | ---                     |
| 1975-76 | Ármann        | ---            | ---                     |
| 1976-77 | ÍR (15)       | ---            | ---                     |
| 1977-78 | KR (6)        | ---            | ---                     |
| 1978-79 | KR (7)        | ---            | ---                     |
| 1979-80 | Valur         | ---            | ---                     |
| 1980-81 | Njarðvík      | ---            | ---                     |
| 1981-82 | Njarðvík (2)  | ---            | ---                     |
| 1982-83 | Valur (2)     | ---            | ---                     |
| 1983-84 | Njarðvík (3)  | ---            | ---                     |
| 1984-85 | Njarðvík (4)  | ---            | ---                     |
| 1985-86 | Njarðvík (5)  | ---            | ---                     |
| 1986-87 | Njarðvík (6)  | ---            | ---                     |
| 1987-88 | Haukar        | ---            | ---                     |
| 1988-89 | Keflavík      | ---            | ---                     |
| 1989-90 | KR (8)        | ---            | ---                     |
| 1990-91 | Njarðvík (7)  | ---            | ---                     |
| 1991-92 | Keflavík (2)  | ---            | ---                     |
| 1992-93 | Keflavík (3)  | ---            | ---                     |
| 1993-94 | Njarðvík (8)  | ---            | ---                     |
| 1994-95 | Njarðvík (9)  | ---            | ---                     |
| 1995-96 | Grindavík     | ---            | ---                     |
| 1996-97 | Keflavík (4)  | ---            | ---                     |
| 1997-98 | Njarðvík (10) | ---            | ---                     |
| 1998-99 | Keflavík (5)  | ---            | ---                     |
| 1999-00 | KR (9)        | ---            | ---                     |
| 2000-01 | Njarðvík (11) | ---            | ---                     |
| 2001-02 | Njarðvík (12) | Keflavík       | ---                     |
| 2002-03 | Keflavík (6)  | ---            | ---                     |
| 2003-04 | Keflavík (7)  | Snæfell        | ---                     |
| 2004-05 | Keflavík (8)  | Snæfell        | Sigurður Ingimundarson  |
| 2005-06 | Njarðvík (13) | Skallagrímur   | ---                     |
| 2006-07 | KR (10)       | Njarðvík       | Benedikt Guðmundsson    |
| 2007-08 | Keflavík (9)  | Snæfell        | ---                     |
| 2008-09 | KR (11)       | Grindavík      | Benedikt Guðmundsson    |
| 2009-10 | Snæfell       | Keflavík       | Ingi Þór Steinþórsson   |
| 2010-11 | KR (12)       | Stjarnan       | Hrafn Kristjánsson      |
| 2011-12 | Grindavík (2) | Thor Thorl     | Helgi Jónas Guðfinnsson |
| 2012–13 | Grindavík (3) | Stjarnan       |                         |
| 2013-14 | KR (13)       | Grindavík      | Finnur Stefansson       |
| 2014–15 | KR (14)       | UMF Tindastóll | Finnur Stefansson       |

## Tytuły według klubu
| Tytuły | Klub                        |
| ------ | --------------------------- |
| 15     | ÍR                          |
| 13     | Njarðvík                    |
| 13     | KR                          |
| 9      | Keflavík                    |
| 4      | ÍKF                         |
| 2      | Grindavík, Valur            |
| 1      | Snæfell, Haukar, Ármann, ÍS |

## Nagrody

### Zawodnik Roku
| Sezon   | Zawodnik           | Poz. | Nar.              | Zespół       |
| ------- | ------------------ | ---- | ----------------- | ------------ |
| 2003-04 | Darrell Lewis      | G    | /                 | Grindavík    |
| 2004-05 | Joshua Helm        | F    | Stany Zjednoczone | KFÍ          |
| 2005-06 | A.J. Moye          | G    | Stany Zjednoczone | Keflavík     |
| 2006-07 | Darrell Flake      | F    | /                 | Skallagrímur |
| 2007-08 | Darrell Flake      | F    | /                 | Skallagrímur |
| 2008-09 | Jon Stefansson     | G    | Islandia          | KR           |
| 2009-10 | Hlynur Baeringsson | F    | Islandia          | Snæfell      |
| 2010-11 | Marcus Walker      | G    | Stany Zjednoczone | KR           |
| 2011-12 | J'Nathan Bullock   | F    | Stany Zjednoczone | Grindavík    |

### Obrońca Roku
| Sezon   | Zawodnik           | Poz. | Nar.              | Zespół     |
| ------- | ------------------ | ---- | ----------------- | ---------- |
| 2003-04 | Dondrell Whitmore  | G/F  | Stany Zjednoczone | Snæfell    |
| 2004-05 | Fridrik Stefansson | F/C  | Islandia          | Njarðvík   |
| 2005-06 | Steinar Kaldal     | G/F  | Islandia          | KR         |
| 2006-07 | Justin Shouse      | G    | Stany Zjednoczone | Snæfell    |
| 2007-08 | Nate Brown         | G    | Stany Zjednoczone | ÍR         |
| 2008-09 | Brenton Birmingham | G    | /                 | Grindavík  |
| 2009-10 | Hlynur Baeringsson | F    | Islandia          | Snæfell    |
| 2010-11 | Kelly Biedler      | F    | Stany Zjednoczone | ÍR         |
| 2011-12 | Junior Hairston    | F    | Stany Zjednoczone | Thor Thorl |

### Nowoprzybyły Roku
| Sezon   | Zawodnik              | Poz. | Nar.     | Zespół                   |
| ------- | --------------------- | ---- | -------- | ------------------------ |
| 2003-04 | Sevar Ingi Haraldsson | G    | Islandia | Haukar                   |
| 2004-05 | Brynjar Bjornsson     | G    | Islandia | KR                       |
| 2005-06 | Hordur Vilhjalmson    | G    | Islandia | Fjölnir                  |
| 2006-07 | Arni Ragnarsson       | G    | Islandia | Fjölnir                  |
| 2007-08 | Kjartan Kjartansson   | G    | Islandia | Stjarnan                 |
| 2008-09 | Vesteinn Sveinsson    | G    | Islandia | FSu                      |
| 2009-10 | Tomas Tomasson        | F    | Islandia | Fjölnir                  |
| 2010-11 | Orn Sigurdarson       | F    | Islandia | Haukar                   |
| 2011-12 | Elvar Fridriksson     | G    | Islandia | Ungmennafélag Njarðvíkur |

### Trener Roku
| Sezon   | Trener                  | Nar.     | Zespół    |
| ------- | ----------------------- | -------- | --------- |
| 2003-04 | Bárður Eyþórsson        | Islandia | Snæfell   |
| 2004-05 | Sigurdur Ingimundarson  | Islandia | Keflavík  |
| 2005-06 | Bárður Eyþórsson        | Islandia | Snæfell   |
| 2006-07 | Benedikt Guðmundsson    | Islandia | KR        |
| 2007-08 | Geoff Kotila            | Islandia | Snæfell   |
| 2008-09 | Benedikt Guðmundsson    | Islandia | KR (2)    |
| 2009-10 | Ingi Þór Steinþórsson   | Islandia | Snæfell   |
| 2010-11 | Hrafn Kristjánsson      | Islandia | KR        |
| 2011-12 | Helgi Jónas Guðfinnsson | Islandia | Grindavík |